# 청주 비중리 석조여래삼존상 및 석조여래입상
청주 비중리 석조여래삼존상 및 석조여래입상(淸州飛中里石造如來三尊像 및 石造如來立像)은 충청북도 청주시 청원구 내수읍 지중리에 있는 삼국시대의 불상이다. 1982년 12월 17일 충청북도의 유형문화재 제114호로 지정되었다가, 2017년 6월 23일 대한민국의 보물 제1941호로 지정되었다.

## 개요
충청북도 청원군 비중리에 있는 석불상으로, 하나의 돌에 광배(光背)와 삼존불을 돋을새김으로 표현하였다. 4부분으로 조각나 있던 것을 복원한 것인데, 왼쪽의 협시보살은 없어졌다. 이 지역은 발굴조사 결과 삼국시대로부터 조선시대에 걸쳐 절터였음이 밝혀졌다.
본존불은 턱과 타원형의 상체, 양 무릎이 정삼각형으로 연결되는 안정된 자세로 앉아있다. 손은 큼직하게 표현되었으며, U자형의 주름이 새겨진 옷자락은 무릎을 덮으며 좌우로 흘러내리고 있다. 이러한 불상양식은 백제불상에서 엿볼 수 있는 특징들이다. 오른쪽에 서 있는 협시보살 역시 머리칼, 상체의 장식성, X자형의 옷주름 등에서 6세기 초의 불상양식을 보여준다.
이 불상은 발견된 지역의 역사적 특수성을 고려해 볼 때, 6세기 전반기는 고구려가 점령하였으며, 후반기는 신라의 영토였기 때문에 국적을 판별할 수 없다. 그러나 불상의 형식이나 양식상으로 볼 때 6세기 중엽 내지 후반의 작품으로 추정된다.

## 보물 지정 사유
청주 비중리 석조삼존불좌상은 초정약수터에서 약 2km 떨어진 곳에 위치하고 있는데, 1979년 처음 조사되어 학계의 주목을 받아왔다. 석조여래삼존상은 하나의 돌에 광배와 불·보살 삼존, 방형의 사자좌를 두터운 환조에 가깝게 조각하였다. 현재 좌협시 보살상은 결실된 상태이다. 본존불은 대좌의 좌우에서 두 마리 사자(獅子)가 위풍당당하게 앉아 불상을 호위하고 있는 방형의 사자좌에 앉아 시무외여원인(施無畏與願印)의 손짓을 지은 것으로 생각된다. 여래와 협시보살이 하나의 광배를 배경으로 구성된 삼존 형식은 삼국시대 6세기 중반을 전후한 시기에 크게 유행하였으며, 방형의 사자좌 역시 삼국시대 이른 시기에 유행했던 대좌의 형식이다. 우협시 보살상은 무거운 관식(冠飾)과 탐스러운 보발(寶髮)이 어깨 위로 늘어졌고, 목에는 끝이 뾰죽한 첨판형의 목걸이를 착용하였다. 천의는 허벅지에서 X자형으로 교차한 고식의 천의(天衣)로, 6세기 전반기 좌우 뻗침이 강한 표현과 비교해 많이 누그러져 6세기 중반 경의 불상양식이 반영된 것으로 여겨진다.
이 여래삼존상은 고대시기 삼국의 경계지역이었던 청주에서 전해오는 삼국시대 불상으로서 그 희귀성과 역사적, 미술사적인 중요성을 고려할 때, 국가지정문화재 보물로 지정할만한 가치가 충분하다고 판단된다. 함께 전해오는 석조여래입상 역시 같은 시기에 제작된 삼국시대 조각이 분명하므로 석조여래삼존상과 석조여래입상을 함께 지정하여 보존·관리하는 것이 바람직할 것으로 사료된다.

## 갤러리

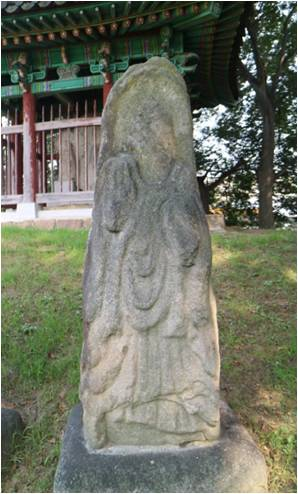

## 참고 자료
- 청주 비중리 석조여래삼존상 및 석조여래입상 - 국가유산청 국가유산포털